# BRIT Awards/British Album of the Year
Der BRIT Award for Best British Album of the Year wurde bereits bei der Einführung der BPI Awards 1977 von der British Phonographic Industry (BPI) verliehen. Es handelt sich um einen Preis, der für das beste Album eines britischen Künstlers vergeben wird.
Die Gewinner und Nominierten werden von einem Komitee bestehend aus über eintausend Mitgliedern gewählt. Das Wahlkomitee besteht aus verschiedenen Mitarbeitern von Plattenfirmen und Musikzeitschriften, aus Managern und Agenten, Angehörigen der Medien sowie aus früheren Gewinnern und Nominierten. Lediglich 1983 und 1984 wurde das Album ausgezeichnet, das sich am besten verkauft hatten. Dies war gleichzeitig das einzige Mal, dass ausländische Künstler ausgezeichnet wurden: 1983 Barbra Streisand für Memories und 1984 Michael Jackson für Thriller.
Am häufigsten gewannen Coldplay und Arctic Monkeys, die den Award drei Mal gewinnen konnten. Am Häufigsten nominiert wurde Coldplay mit sechs Nominierungen. Der erste Gewinner waren The Beatles mit dem Album Sgt. Pepper’s Lonely Hearts Club Band.

## Übersicht
| Jahr | Sieger                                                         | Nominierungen |
| ---- | -------------------------------------------------------------- | --- |
| 1977 | The Beatles – Sgt. Pepper’s Lonely Hearts Club Band            | - Elton John – Goodbye Yellow Brick Road - Pink Floyd – The Dark Side of the Moon - Mike Oldfield – Tubular Bells                                                       |
| 1982 | Adam and the Ants – Kings of the Wild Frontier                 | - The Human League – Dare - Queen – Greatest Hits |
| 1983 | Barbra Streisand – Memories (Vereinigte Staaten)               | - The Kids from "Fame" – The Kids from "Fame" (Vereinigte Staaten) - Madness – Complete Madness                                                                         |
| 1984 | Michael Jackson – Thriller (Vereinigte Staaten)                | keine Nominierungen |
| 1985 | Sade – Diamond Life                                            | - Frankie Goes to Hollywood – Welcome to the Pleasuredome - Nik Kershaw – Human Racing - Queen – The Works - U2 – The Unforgettable Fire                                |
| 1986 | Phil Collins – No Jacket Required                              | - Dire Straits – Brothers in Arms - Eurythmics – Be Yourself Tonight - Kate Bush – Hounds of Love - Tears for Fears – Songs from the Big Chair                          |
| 1987 | Dire Straits – Brothers in Arms                                | - Five Star – Silk & Steel - The Housemartins – London 0 Hull 4 - Peter Gabriel – So - Simply Red – Picture Book                                                        |
| 1988 | Sting – ...Nothing Like the Sun                                | - George Michael – Faith - Pet Shop Boys – Actually - Swing Out Sister – It’s Better to Travel - T’Pau – Bridge of Spies                                                |
| 1989 | Fairground Attraction – The First of a Million Kisses          | - Aztec Camera – Love - The Pasadenas – To Whom It May Concern - Pet Shop Boys – Introspective - Steve Winwood – Roll with It                                           |
| 1990 | Fine Young Cannibals – The Raw & the Cooked                    | - Eurythmics – We Too Are One - Simply Red – A New Flame - Soul II Soul – Club Classics Vol. One - Tears for Fears – The Seeds of Love                                  |
| 1991 | George Michael – Listen Without Prejudice Vol. 1               | - Elton John – Sleeping with the Past - Lisa Stansfield – Affection - Prefab Sprout – Jordan: The Comeback - The Beautiful South – Choke - Van Morrison – Enlightenment |
| 1992 | Seal – Seal                                                    | - Beverley Craven – Beverley Craven - The KLF – The White Room - Massive Attack – Blue Lines - Simply Red – Stars                                                       |
| 1993 | Annie Lennox – Diva                                            | - Elton John – The One - Genesis – We Can’t Dance - The Orb – U.F.Orb - Right Said Fred – Up - Shakespears Sister – Hormonally Yours                                    |
| 1994 | Stereo MCs – Connected                                         | - Dina Carroll – So Close - Jamiroquai – Emergency on Planet Earth - Sting – Ten Summoner's Tales - Suede – Suede                                                       |
| 1995 | Blur – Parklife                                                | - Eternal – Always & Forever - Massive Attack – Protection - Oasis – Definitely Maybe - Pink Floyd – The Division Bell                                                  |
| 1996 | Oasis – (What’s the Story) Morning Glory?                      | - Blur – The Great Escape - Pulp – Different Class - Radiohead – The Bends - Paul Weller – Stanley Road                                                                 |
| 1997 | Manic Street Preachers – Everything Must Go                    | - Kula Shaker – K - Lighthouse Family – Ocean Drive - George Michael – Older - Ocean Colour Scene – Moseley Shoals                                                      |
| 1998 | The Verve – Urban Hymns                                        | - Oasis – Be Here Now - The Prodigy – Fat of the Land - Radiohead – OK Computer - Texas – White on Blonde                                                               |
| 1999 | Manic Street Preachers – This Is My Truth Tell Me Yours        | - Catatonia – International Velvet - Gomez – Bring It On - Massive Attack – Mezzanine - Robbie Williams – I've Been Expecting You                                       |
| 2000 | Travis – The Man Who                                           | - Basement Jaxx – Remedy - The Chemical Brothers – Surrender - Gomez – Liquid Skin - Stereophonics – Performance & Cocktails                                            |
| 2001 | Coldplay – Parachutes                                          | - Radiohead – Kid A - Robbie Williams – Sing When You’re Winning - Craig David – Born to Do It - David Gray – Lost Songs                                                |
| 2002 | Dido – No Angel                                                | - Craig David – Born to Do It - Gorillaz – Gorillaz - Radiohead – Kid A - Travis – The Invisible Band                                                                   |
| 2003 | Coldplay – A Rush of Blood to the Head                         | - Ms. Dynamite – A Little Deeper - The Coral – The Coral - The Streets – Original Pirate Material - Sugababes – Angels with Dirty Faces                                 |
| 2004 | The Darkness – Permission to Land                              | - Blur – Think Tank - The Coral – Magic and Medicine - Daniel Bedingfield – Gotta Get thru This - Dido – Life for Rent                                                  |
| 2005 | Keane – Hopes and Fears                                        | - Franz Ferdinand – Franz Ferdinand - Muse – Absolution - Snow Patrol – Final Straw - The Streets – A Grand Don't Come for Free                                         |
| 2006 | Coldplay – X & Y                                               | - Gorillaz – Demon Days - James Blunt – Back to Bedlam - Kaiser Chiefs – Employment - Kate Bush – Aerial                                                                |
| 2007 | Arctic Monkeys – Whatever People Say I Am, That’s What I’m Not | - Amy Winehouse – Back to Black - Lily Allen – Alright, Still - Muse – Black Holes and Revelations - Snow Patrol – Eyes Open                                            |
| 2008 | Arctic Monkeys – Favourite Worst Nightmare                     | - Leona Lewis – Spirit - Mark Ronson – Version - Mika – Life in Cartoon Motion - Take That – Beautiful World                                                            |
| 2009 | Duffy – Rockferry                                              | - Coldplay – Viva la Vida or Death and All His Friends - Elbow – The Seldom Seen Kid - Radiohead – In Rainbows - The Ting Tings – We Started Nothing                    |
| 2010 | Florence + the Machine – Lungs                                 | - Dizzee Rascal – Tongue n' Cheek - Kasabian – West Ryder Pauper Lunatic Asylum - Lily Allen – It’s Not Me, It’s You - Paolo Nutini – Sunny Side Up                     |
| 2011 | Mumford & Sons – Sigh No More                                  | - Plan B – The Defamation of Strickland Banks - Take That – Progress - Tinie Tempah – Disc-Overy - The xx – xx                                                          |
| 2012 | Adele – 21                                                     | - Florence + the Machine – Ceremonials - Coldplay – Mylo Xyloto - Ed Sheeran – + - PJ Harvey – Let England Shake                                                        |
| 2013 | Emeli Sandé – Our Version of Events                            | - Alt-J – An Awesome Wave - Mumford & Sons – Babel - Paloma Faith – Fall to Grace - Plan B – Ill Manors                                                                 |
| 2014 | Arctic Monkeys – AM                                            | - David Bowie – The Next Day - Bastille – Bad Blood - Disclosure – Settle - Rudimental – Home                                                                           |
| 2015 | Ed Sheeran – ×                                                 | - Alt-J – This Is All Yours - George Ezra – Wanted on Voyage - Royal Blood – Royal Blood - Sam Smith – In the Lonely Hour                                               |
| 2016 | Adele – 25                                                     | - Coldplay – A Head Full of Dreams - Florence + the Machine – How Big, How Blue, How Beautiful - James Bay – Chaos & the Calm - Jamie xx – In Colour                    |
| 2017 | David Bowie – Blackstar                                        | - The 1975 – I Like It When You Sleep, for You Are so Beautiful Yet so Unaware of It - Kano – Made in the Manor - Michael Kiwanuka – Love & Hate - Skepta – Konnichiwa  |
| 2018 | Stormzy – Gang Signs & Prayer                                  | - Dua Lipa – Dua Lipa - Ed Sheeran – ÷ - J Hus – Common Sense - Rag ’n’ Bone Man – Human                                                                                |
| 2019 | The 1975 – A Brief Inquiry into Online Relationships           | - Anne-Marie – Speak Your Mind - Florence and the Machine – High as Hope - George Ezra – Staying at Tamara’s - Jorja Smith – Lost & Found                               |
| 2020 | Dave – Psychodrama                                             | - Harry Styles – Fine Line - Lewis Capaldi – Divinely Uninspired to a Hellish Extent - Michael Kiwanuka – Kiwanuka - Stormzy – Heavy Is the Head                        |
| 2021 | Dua Lipa – Future Nostalgia                                    | - Arlo Parks – Collapsed in Sunbeams - Celeste – Not Your Muse - J Hus – Big Conspiracy - Jessie Ware – What’s Your Pleasure?                                           |
| 2022 | Adele – 30                                                     | - Dave – We're All Alone in This Together - Ed Sheeran – = - Little Simz – Sometimes I Might Be Introvert - Sam Fender – Seventeen Going Under                          |
| 2023 | Harry Styles – Harry’s House                                   | - The 1975 – Being Funny in a Foreign Language - Wet Leg – Wet Leg - Stormzy – This Is What I Mean - Fred Again – Actual Life 3 (January 1 – September 9 2022)          |
| 2024 | Raye – My 21st Century Blues                                   | - Blur – The Ballad of Darren - J Hus – Beautiful and Brutal Yard - Little Simz – No Thank You - Young Fathers – Heavy Heavy                                            |
| 2025 | Charli XCX – Brat                                              | - The Cure – Songs of a Lost World - Dua Lipa – Radical Optimism - Ezra Collective – Dance, No One’s Watching - The Last Dinner Party – Prelude to Ecstasy              |

## Statistik
Stand: 2025
| Awards | Künstler               |
| ------ | ---------------------- |
| 3      | Adele                  |
| 3      | Arctic Monkeys         |
| 3      | Coldplay               |
| 2      | Manic Street Preachers |

| Awards | Artist                 |
| ------ | ---------------------- |
| 6      | Coldplay               |
| 5      | Radiohead              |
| 4      | Blur                   |
| 4      | Florence + the Machine |
| 4      | Ed Sheeran             |
| 3      | The 1975               |
| 3      | Adele                  |
| 3      | Arctic Monkeys         |
| 3      | Dua Lipa               |
| 3      | J Hus                  |
| 3      | Elton John             |
| 3      | Massive Attack         |
| 3      | George Michael         |
| 3      | Oasis                  |
| 3      | Simply Red             |
| 3      | Stormzy                |
| 2      | Lily Allen             |
| 2      | Alt-J                  |
| 2      | David Bowie            |
| 2      | Kate Bush              |
| 2      | The Coral              |
| 2      | Dave                   |
| 2      | Craig David            |
| 2      | Dido                   |
| 2      | Dire Straits           |
| 2      | Eurythmics             |
| 2      | George Ezra            |
| 2      | Gomez                  |
| 2      | Gorillaz               |
| 2      | Michael Kiwanuka       |
| 2      | Little Simz            |
| 2      | Manic Street Preachers |
| 2      | Mumford & Sons         |
| 2      | Muse                   |
| 2      | Pet Shop Boys          |
| 2      | Pink Floyd             |
| 2      | Plan B                 |
| 2      | Queen                  |
| 2      | Snow Patrol            |
| 2      | Sting                  |
| 2      | The Streets            |
| 2      | Harry Styles           |
| 2      | Take That              |
| 2      | Tears for Fears        |
| 2      | Travis                 |
| 2      | Robbie Williams        |